# Sant Bertran de Comenge
Sant Bertran de Comenge (occità: Sent Bertran de Comenge, francès: Saint-Bertrand-de-Comminges) és un comú gascó del departament francès de l'Alta Garona, a Occitània.

## Geografia
Ciutat situada al peu dels Pirineus, a Comenge, a 18 km al sud-oest de Sant Gaudens. El poble forma part de l'associació Els pobles més bells de França.
El lloc gal·loromà de Lugdunum Convenarum fou la capital dels Convenes (en llatí, Convenae). Segons Flavi Josep, aquí va ser desterrat el rei Herodes Antipes per l'emperador Tiberi, juntament amb la seva esposa Heròdies.
És una ciutat de la frontera, en el departament dels Alts Pirineus.
Està situada a 515 m sobre el nivell del mar, en un aflorament rocós. Sant Bertran de Comenge està en condicions de veure el pic de Cagire, el pic de Gar, el mont Sacon, i contempla la conca de la Garona. De manera més general, els controls de la ciutat faciliten els accessos a Espanya, Toulouse i Tarbes, a través la xarxa viària actual, derivada de les antigues vies romanes.
Les ciutats més properes són: Tibiran-Jaunac, Labroquère, Valcabrère, Générest…
La zona propera al Pirineu, que és la que ens interessa destacar, es configura essencialment com una gran plana, limitada al sud per la mateixa carena muntanyosa; a l'oest, per l'oceà Atlàntic; a l'est, per la Mediterrània; i al nord, pels primers contraforts del massís Central. Si la mirem des d'una certa altura, observem que aquesta gran plana està clarament marcada per la llera del drenatge principal, el riu Garona, que fa un gran revolt des del seu naixement fins a la desembocadura, passant per Tolosa.
Pràcticament en el centre de l'arc pirinenc, es troba el lloc que avui anomenem Sant Bertran de Comenge. La seva situació és extremadament estratègica.
Sant Bertran de Comenge és molt a prop del Pirineu, per la qual cosa el seu clima és bastant rigorós. 